# 汉密尔顿 (阿拉巴马州)
汉密尔顿（英文：Hamilton），是美国阿拉巴马州下属的一座城市。面积约为38.06平方英里（约合98.58平方公里）。根据2010年美国人口普查，该市有人口6,885人，人口密度为180.88/平方英里（约合69.84/平方公里）。